# Mika Tan
Mika Tan, född Saraswati Miyoko Mei-Fang Kop Taetafa 27 november 1977 i Honolulu, Hawaii, USA, är en amerikansk skådespelare i pornografisk film, som medverkat i runt 450 filmer sedan debuten 1999. Hon har även en akademisk examen i biokemi och en i psykologi.

## Biografi
Tan föddes på Hawaii som dotter till en japansk pappa och en mamma från Taiwan. Men det var hennes farmor/mormor som hon växte upp med, en farmor/mormor som var en etablerad dansare och sångare, och som även ägde flera massageinstitut.
Hon fick uppdrag som modell redan som barn och framträdde i TV, reklam och på teatern. Hon gick över till porrbranschen efter att ha blivit upptäckt av Jack Pearl. Hon gör där främst fetischinriktade sexscener.

## Utmärkelser
- 2009 Urban X Hall of Fame[1]
- 2007 AVN Award for Underrated Starlet of the Year (Unrecognized Excellence)[2]
- 2006 Adam Film World award for "Best Asian Starlet"[3]
- 2006 XRCO Award for Unsung Siren[4]